# Jeff Janis

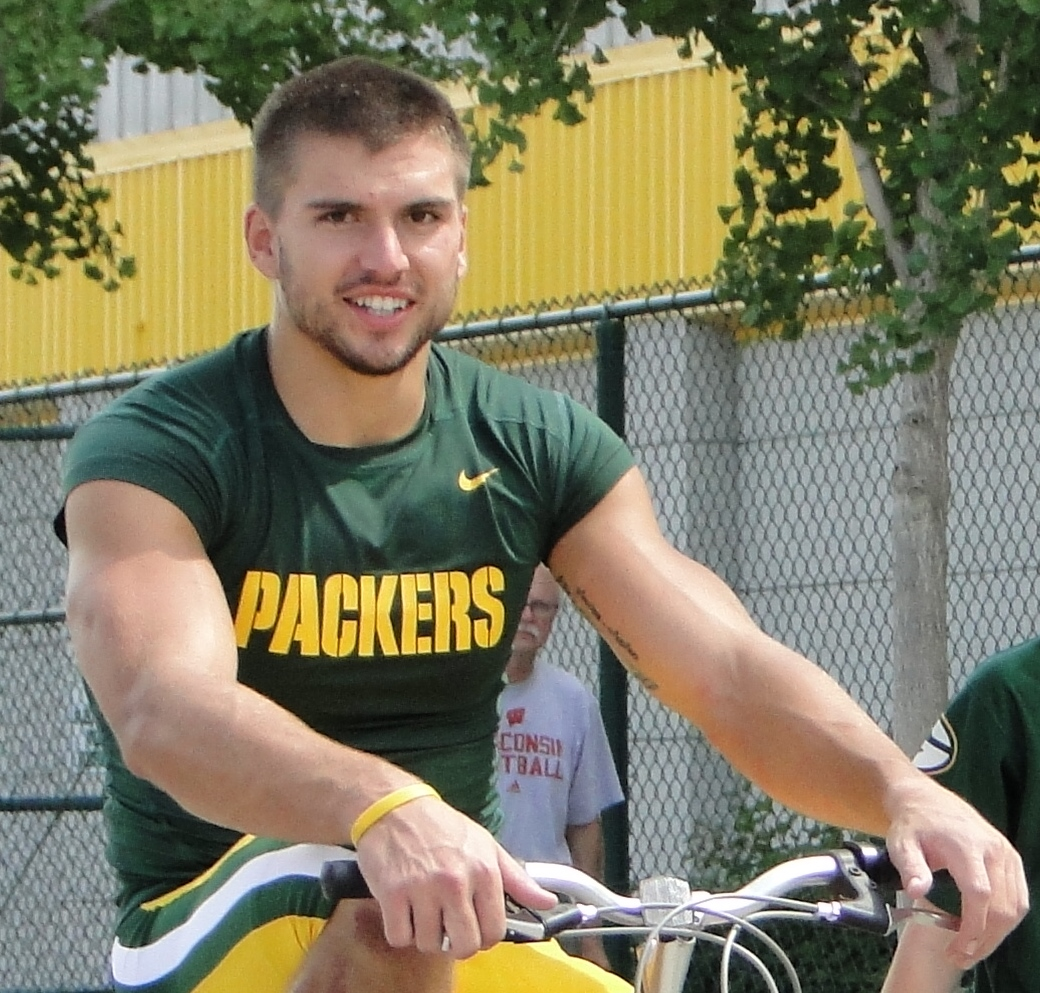
Jeff Janis 2014.

Jeffrey Ronald "Jeff" Janis, född 1991 i Tawas City i Michigan, är en amerikansk utövare av amerikansk fotboll. Han spelade för Green Bay Packers 2014–2017. Janis draftades av Green Bay Packers 2014 i sjunde omgången.